# Alpine Skiweltmeisterschaften 2005
Die 38. Alpinen Skiweltmeisterschaften fanden vom 28. Januar bis 13. Februar 2005 statt. Die Rennen der Männer wurden in Bormio ausgetragen, jene der Frauen im benachbarten Santa Caterina. Die italienischen Wintersportorte hatten den Zuschlag am 1. Juni 2000 beim FIS-Kongress in Melbourne erhalten.
Bei der Eröffnungsfeier am 28. Januar waren Petra Haltmayr für Deutschland, Bruno Kernen für die Schweiz und Michaela Dorfmeister für Österreich die Fahnenträger. Bei diesen Skiweltmeisterschaften wurde mit dem Mannschaftswettbewerb eine neue Disziplin ins Programm aufgenommen, womit es erstmals zu elf Medaillenentscheidungen kam.

## Erwähnenswertes
- Tschechien kam dank Slalom-Bronze von Šárka Záhrobská zur ersten Weltmeisterschaftsmedaille im Alpinen Skisport. Es hatte zwar durch Olga Charvátová mit Abfahrts-Bronze bei Olympia 1984 bereits eine Olympia-Medaille gegeben, doch galt diese noch für die Tschechoslowakei.
- Es hatten in Santa Caterina zuvor für die Damen außertourlich Weltcup-Rennen stattgefunden: So am 6. und 7. Januar jeweils eine Abfahrt als Ersatz für Val-d’Isère und am 8./9. Januar einen Riesenslalom und Slalom als Ersatz für Berchtesgaden. Doch blieben die damaligen Siegerinnen und auch die am Podium Platzierten einen Monat später medaillenlos. Das lag teilweise auch daran, dass sich die Lichtverhältnisse (Sonneneinstrahlung) innerhalb dieses Zeitraumes beträchtlich geändert hatten.
- Die neue große Hoffnung des DSV, Maria Riesch, fehlte verletzungsbedingt. Sie war beim Super-G in Cortina d’Ampezzo am 12. Januar zu Sturz gekommen und hatte einen Riss des vorderen Kreuzbandes im linken Knie erlitten. Auch Karin Blaser vom ÖSV fiel wegen einer Verletzung (Knöchelbruch beim Riesenslalom-Training am Naßfeld am 24. Januar) aus der möglichen Kandidatenliste für die Weltmeisterschaften. Catherine Borghi hatte bereits am 7. Januar beschlossen, nachdem sie tags zuvor in der ersten von den zwei Abfahrten in Santa Caterina nur Rang 44 belegt hatte, die Saison vorzeitig abzubrechen. Die Waadtländerin aus Les Diablerets hatte sich bis dahin noch nicht von ihrem am 11. Dezember in Zauchensee erlittenen Knochenriss am linken Handgelenk erholt.

Auch Didier Cuche musste passen: Er hatte sich einen «isolierten» Kreuzbandriss im rechten Knie zugezogen (dies am 4. Januar bei Riesenslalom-Training in Adelboden).
- Weiters konnten auch der nun für Slowenien startberechtigte Josef Strobl, weiters Franco Cavegn und Mélanie Suchet wegen Verletzungen nicht teilnehmen oder fielen aus den eventuellen Selektionslisten; Suchet war sogar kurz nach dem am 3. Dezember erlittenen Abriss der Patellasehne vom Rennsport zurückgetreten.
- Nicht teilgenommen hatte auch Abfahrts-Titelverteidigerin Mélanie Turgeon: Am 6. Januar war bekannt gegeben worden, dass sie wegen «zu schwacher Form» in dieser Saison nicht mehr fährt und für kommendes Jahr aufgebaut wird (doch kam es nicht mehr dazu, sie beendete ihre Karriere).
- ÖSV-Läuferin Brigitte Obermoser hatte am 24. Januar ihren Verzicht für die Weltmeisterschaftsteilnahme bekannt gegeben.
- Die Schweiz, die in der gesamten Saison 2004/05 im Weltcup sieglos (bei den Damen sogar ohne Podestplatz) blieb, kam zu keiner Medaille (dies erstmals seit Portillo 1966).

## Männer

### Abfahrt
| Platz | Land | Sportler               | Zeit        |
| ----- | ---- | ---------------------- | ----------- |
| 1     | USA  | Bode Miller            | 1:56,22 min |
| 2     | USA  | Daron Rahlves          | 1:56,66 min |
| 3     | AUT  | Michael Walchhofer     | 1:57,09 min |
| 4     | AUT  | Fritz Strobl           | 1:57,17 min |
| 5     | SUI  | Bruno Kernen           | 1:57,25 min |
| 6     | SUI  | Didier Défago          | 1:57,37 min |
| 7     | NOR  | Aksel Lund Svindal     | 1:57,38 min |
| 8     | SUI  | Ambrosi Hoffmann       | 1:57,40 min |
| 9     | AUT  | Hans Grugger           | 1:57,52 min |
| -     | -    | -                      | -           |
| 12    | GER  | Florian Eckert         | 1:57,65 min |
| 13    | SUI  | Jürg Grünenfelder      | 1:57,67 min |
| 17    | AUT  | Hermann Maier          | 1:57,95 min |
| 18    | GER  | Max Rauffer            | 1:57,99 min |
| 25    | LIE  | Marco Büchel           | 1:58,59 min |
| 28    | AUT  | Werner Franz           | 1:58,96 min |
| 38    | MEX  | Hubertus von Hohenlohe | 2:10,25 min |

Datum: 5. Februar, 11:45 Uhr

Titelverteidiger: Michael Walchhofer

Strecke: „Stelvio“, Bormio

Start: 2255 m, Ziel: 1268 m

Länge: 3186 m, Höhenunterschied: 987 m

Kurssetzer: Helmuth Schmalzl, 45 Tore
Am Start waren 41 Läufer, 38 von ihnen erreichten das Ziel.

### Super-G
| Platz | Land | Sportler            | Zeit        |
| ----- | ---- | ------------------- | ----------- |
| 1     | USA  | Bode Miller         | 1:27,55 min |
| 2     | AUT  | Michael Walchhofer  | 1:27,69 min |
| 3     | AUT  | Benjamin Raich      | 1:28,23 min |
| 4     | AUT  | Hermann Maier       | 1:28,40 min |
| 5     | LIE  | Marco Büchel        | 1:28,61 min |
| 6     | GER  | Florian Eckert      | 1:28,69 min |
| 7     | SUI  | Didier Défago       | 1:29,16 min |
|       | NOR  | Aksel Lund Svindal  | 1:29,16 min |
| -     | -    | -                   | -           |
| 12    | SUI  | Ambrosi Hoffmann    | 1:29,48 min |
| 15    | SUI  | Bruno Kernen        | 1:29,60 min |
| 16    | SUI  | Tobias Grünenfelder | 1:29,61 min |
| 21    | AUT  | Stephan Görgl       | 1:29,81 min |
| 29    | GER  | Andreas Ertl        | 1:30,43 min |
| 37    | LIE  | Michael Riegler     | 1:31,58 min |
| 43    | LIE  | Claudio Sprecher    | 1:32,82 min |

Datum: 29. Januar, 11:45 Uhr

Titelverteidiger; Stephan Eberharter

Strecke: „Stelvio“, Bormio

Start: 1907 m, Ziel: 1268 m

Länge: 2091 m, Höhenunterschied: 639 m

Kurssetzer: M. Arnesen (NOR), 43 Tore
Am Start waren 64 Läufer, 58 von ihnen erreichten das Ziel.
Ausgeschieden u. a.: Max Rauffer (GER)

Titelverteidiger Eberharter hatte 2004 seine Karriere beendet.

### Riesenslalom
| Platz | Land | Sportler               | Zeit        |
| ----- | ---- | ---------------------- | ----------- |
| 1     | AUT  | Hermann Maier          | 2:50,41 min |
| 2     | AUT  | Benjamin Raich         | 2:50,66 min |
| 3     | USA  | Daron Rahlves          | 2:51,09 min |
| 4     | FIN  | Kalle Palander         | 2:51,45 min |
| 5     | CAN  | Thomas Grandi          | 2:51,82 min |
| 6     | NOR  | Aksel Lund Svindal     | 2:51,99 min |
| 7     | USA  | Dane Spencer           | 2:51,99 min |
| 8     | AUT  | Rainer Schönfelder     | 2:52,47 min |
| -     | -    | -                      | -           |
| 10    | SUI  | Bruno Kernen           | 2:53,00 min |
| 12    | SUI  | Didier Défago          | 2:53,21 min |
| 30    | SUI  | Daniel Albrecht        | 2:57,32 min |
| 32    | LIE  | Claudio Sprecher       | 3:00,11 min |
| 60    | MEX  | Hubertus von Hohenlohe | 3:27,39 min |

Datum: 10. Februar

Titelverteidiger: Bode Miller

Strecke: „Stelvio“, Bormio

Start: 1696 m, Ziel: 1251 m

Höhenunterschied: 445 m

Kurssetzer (1. Lauf): Severino Bottero (ITA), 56 Tore

Kurssetzer (2. Lauf): Andreas Evers (AUT), 56 Tore
Am Start waren 154 Läufer, 80 von ihnen erreichten das Ziel.
Ausgeschieden u. a.: Marc Berthod (SUI), François Bourque (CAN), Johan Brolenius (SWE), Marco Büchel (LIE), Joël Chenal (FRA), Andreas Ertl (GER), Christoph Gruber (AUT), Lasse Kjus (NOR), Bode Miller (USA), Felix Neureuther (GER), Akira Sasaki (JPN), Davide Simoncelli (ITA)
Wegen eines nicht angekündigten Streiks der Techniker des italienischen Fernsehsenders RAI musste das Rennen um einen Tag verschoben werden.

### Slalom
| Platz | Land | Sportler           | Zeit        |
| ----- | ---- | ------------------ | ----------- |
| 1     | AUT  | Benjamin Raich     | 1:41,34 min |
| 2     | AUT  | Rainer Schönfelder | 1:41,58 min |
| 3     | ITA  | Giorgio Rocca      | 1:42,08 min |
| 4     | SWE  | Markus Larsson     | 1:42,48 min |
| 5     | SWE  | André Myhrer       | 1:42,72 min |
| 6     | CAN  | Thomas Grandi      | 1:42,76 min |
| 7     | SUI  | Silvan Zurbriggen  | 1:42,81 min |
| 8     | SLO  | Mitja Dragšič      | 1:43,24 min |
| -     | -    | -                  | -           |
| 19    | GER  | Felix Neureuther   | 1:45,42 min |

Datum: 12. Februar, 10:00 Uhr (1. Lauf), 13:30 Uhr (2. Lauf)

Titelverteidiger Ivica Kostelić

Strecke: „Stelvio“, Bormio

Start: 1470 m, Ziel: 1251 m

Höhenunterschied: 219 m

Kurssetzer (1. Lauf): O. Rognmo (NOR), 60 Tore

Kurssetzer (2. Lauf): D. Grasic (CAN), 61 Tore
Am Start waren 149 Läufer, 64 von ihnen erreichten das Ziel.
Ausgeschieden u. a.: Daniel Albrecht (SUI), Sébastien Amiez (FRA), Marc Berthod (SUI), Pierrick Bourgeat (FRA), Andreas Ertl (GER), Marc Gini (SUI), Jure Košir (SLO), Ivica Kostelić (CRO), Mario Matt (AUT), Bode Miller (USA), Kentarō Minagawa (JPN), Manfred Mölgg (ITA), Kalle Palander (FIN), Manfred Pranger (AUT), Akira Sasaki (JPN), Jean-Pierre Vidal (FRA)

### Kombination
| Platz | Land | Sportler           | Zeit A        | Zeit S        | Gesamt      |
| ----- | ---- | ------------------ | ------------- | ------------- | ----------- |
| 1     | AUT  | Benjamin Raich     | 1:53,41 (3.)  | 1:25,69 (1.)  | 3:19,10 min |
| 2     | NOR  | Aksel Lund Svindal | 1:53,70 (6.)  | 1:26,31 (3.)  | 3:20,01 min |
| 3     | ITA  | Giorgio Rocca      | 1:54,30 (14.) | 1:25,78 (2.)  | 3:20,08 min |
| 4     | AUT  | Michael Walchhofer | 1:51,76 (1.)  | 1:28,79 (11.) | 3:20,55 min |
| 5     | SUI  | Silvan Zurbriggen  | 1:53,95 (9.)  | 1:27,03 (6.)  | 3:20,98 min |
| 6     | NOR  | Lasse Kjus         | 1:53,76 (8.)  | 1:27,58 (8.)  | 3:21,34 min |
| 7     | SUI  | Daniel Albrecht    | 1:54,17 (12.) | 1:27,20 (7.)  | 3:21,37 min |
| 8     | FRA  | Pierrick Bourgeat  | 1:54,82 (16.) | 1:26,71 (5.)  | 3:21,37 min |
| -     | -    | -                  | -             | -             | -           |
| 11    | AUT  | Mario Matt         | 1:54,49 (15.) | 1:28,66 (10.) | 3:23,15 min |
| 14    | SUI  | Didier Défago      | 1:52,96 (2.)  | 1:31,55 (22.) | 3:24,51 min |

Datum: 3. Februar, 11:45 (Abfahrt)
15:30 Uhr / 18:00 Uhr (Slalom)
Titelverteidiger: Bode Miller
Abfahrtsstrecke: „Stelvio“, Bormio

Start: 2160 m, Ziel: 1268 m

Länge: 2926 m, Höhenunterschied: 892 m

Kurssetzer: Helmuth Schmalzl, 38 Tore
Slalomstrecke: „Stelvio“, Bormio

Start: 1435 m, Ziel: 1251 m

Höhenunterschied: 165 m

Kurssetzer (1. Lauf): S. Brunner (SUI), 58 Tore

Kurssetzer (2. Lauf): C. Ravetto (ITA), 52 Tore
Am Start waren 40 Läufer, 29 klassierten sich.
Ausgeschieden u. a.: Kjetil André Aamodt (NOR), Marc Berthod (SUI), Kurt Engl (AUT), Peter Fill (ITA), Erik Guay (CAN), Bode Miller (USA)

## Frauen

### Abfahrt
| Platz | Land | Sportlerin              | Zeit        |
| ----- | ---- | ----------------------- | ----------- |
| 1     | CRO  | Janica Kostelić         | 1:39,90 min |
| 2     | ITA  | Elena Fanchini          | 1:40,16 min |
| 3     | AUT  | Renate Götschl          | 1:40,29 min |
| 4     | USA  | Lindsey Kildow          | 1:40,52 min |
| 5     | FRA  | Ingrid Jacquemod        | 1:40,86 min |
| 6     | SWE  | Jessica Lindell-Vikarby | 1:40,98 min |
| 7     | SWE  | Anja Pärson             | 1:41,07 min |
| 8     | GER  | Hilde Gerg              | 1:41,32 min |
| 9     | SUI  | Nadia Styger            | 1:41,37 min |
| 10    | ITA  | Isolde Kostner          | 1:41,58 min |
| -     | -    | -                       | -           |
| 13    | SUI  | Sylviane Berthod        | 1:41,96 min |
| 15    | SUI  | Fränzi Aufdenblatten    | 1:42,35 min |
| 18    | GER  | Petra Haltmayr          | 1:42,47 min |
| 22    | AUT  | Alexandra Meissnitzer   | 1:43,12 min |

Datum: 6. Februar, 11:45 Uhr

Titelverteidigerin: Mélanie Turgeon (nicht am Start)

Strecke: „Deborah Compagnoni“, Santa Caterina

Start: 2530 m, Ziel: 1745 m

Länge: 2901 m, Höhenunterschied: 785 m

Kurssetzer: J. Tischhauser, 42 Tore
Am Start waren 29 Läuferinnen, 25 von ihnen erreichten das Ziel.
Ausgeschieden: Michaela Dorfmeister (AUT), Caroline Lalive (USA), Katja Wirth (AUT)

Titelverteidigerin Turgeon konnte verletzungsbedingt nicht antreten

### Super-G
| Platz | Land | Sportlerin           | Zeit        |
| ----- | ---- | -------------------- | ----------- |
| 1     | SWE  | Anja Pärson          | 1:17,64 min |
| 2     | ITA  | Lucia Recchia        | 1:18,09 min |
| 3     | USA  | Julia Mancuso        | 1:18,40 min |
| 4     | ITA  | Nadia Fanchini       | 1:18,43 min |
| 5     | ITA  | Isolde Kostner       | 1:18,54 min |
| 6     | SLO  | Tina Maze            | 1:18,67 min |
| 7     | AUT  | Andrea Fischbacher   | 1:18,73 min |
| 8     | SUI  | Nadia Styger         | 1:18,79 min |
| -     | -    | -                    | -           |
| 11    | AUT  | Silvia Berger        | 1:19,00 min |
| 13    | GER  | Hilde Gerg           | 1:19,07 min |
| 16    | SUI  | Sylviane Berthod     | 1:19,20 min |
| 18    | SUI  | Fränzi Aufdenblatten | 1:19,33 min |
| 23    | AUT  | Renate Götschl       | 1:19,33 min |
| 24    | GER  | Petra Haltmayr       | 1:20,17 min |
| 30    | LIE  | Sarah Schädler       | 1:21,99 min |
| 31    | LIE  | Tina Weirather       | 1:22,08 min |

Datum: 30. Januar, 11:45 Uhr

Titelverteidigerin: Michaela Dorfmeister

Strecke: „Deborah Compagnoni“, Santa Caterina

Start: 2335 m, Ziel: 1745 m

Länge: 1993 m, Höhenunterschied: 590 m

Kurssetzer: X. Fournier (FRA), 40 Tore
Am Start waren 45 Läuferinnen, 38 von ihnen erreichten das Ziel.
Ausgeschieden: Michaela Dorfmeister (AUT), Martina Ertl (GER), Allison Forsyth (CAN), Alexandra Meissnitzer (AUT), Carole Montillet-Carles (FRA)

### Riesenslalom
| Platz | Land | Sportlerin           | Zeit        |
| ----- | ---- | -------------------- | ----------- |
| 1     | SWE  | Anja Pärson          | 2:13,63 min |
| 2     | FIN  | Tanja Poutiainen     | 2:13,82 min |
| 3     | USA  | Julia Mancuso        | 2:14,27 min |
| 4     | GER  | Martina Ertl         | 2:14,31 min |
| 5     | AUT  | Nicole Hosp          | 2:14,38 min |
| 6     | ITA  | Karen Putzer         | 2:14,84 min |
| 7     | AUT  | Elisabeth Görgl      | 2:15,02 min |
| 8     | CAN  | Geneviève Simard     | 2:15,11 min |
| -     | -    | -                    | -           |
| 14    | AUT  | Marlies Schild       | 2:16,48 min |
| 17    | GER  | Annemarie Gerg       | 2:16,86 min |
| 18    | SUI  | Marlies Oester       | 2:16,95 min |
| 26    | SUI  | Fränzi Aufdenblatten | 2:18,04 min |

Datum: 8. Februar, 09:30 Uhr (1. Lauf), 13:00 Uhr (2. Lauf)

Titelverteidigerin: Anja Pärson

Strecke: „Deborah Compagnoni“, Santa Caterina

Start: 2110 m, Ziel: 1730 m

Höhenunterschied: 380 m

Kurssetzer (1. Lauf): M. Bont (NOR), 45 Tore

Kurssetzer (2. Lauf): Anders Pärson (SWE), 46 Tore
Am Start waren 85 Läuferinnen, 68 von ihnen erreichten das Ziel.
Ausgeschieden u. a.: Brigitte Acton (CAN), Michaela Dorfmeister (AUT), Elena Fanchini (ITA), Nadia Fanchini (ITA), Allison Forsyth (CAN), Petra Haltmayr (GER), Lindsey Kildow (USA), Jessica Lindell-Vikarby (SWE), Tina Maze (SLO), Sonja Nef (SUI), Nadia Styger (SUI)

### Slalom
| Platz | Land | Sportler         | Zeit        |
| ----- | ---- | ---------------- | ----------- |
| 1     | CRO  | Janica Kostelić  | 1:47,98 min |
| 2     | FIN  | Tanja Poutiainen | 1:48,16 min |
| 3     | CZE  | Šárka Záhrobská  | 1:48,65 min |
| 4     | AUT  | Kathrin Zettel   | 1:48,82 min |
| 5     | SWE  | Therese Borssén  | 1:49,02 min |
| 6     | USA  | Resi Stiegler    | 1:49,27 min |
| 7     | USA  | Sarah Schleper   | 1:49,29 min |
| 8     | USA  | Julia Mancuso    | 1:49,30 min |

Datum: 11. Februar, 14:30 Uhr (1. Lauf), 17:30 Uhr (2. Lauf)

Titelverteidigerin: Janica Kostelić

Strecke: „Deborah Compagnoni“, Santa Caterina

Start: 1900 m, Ziel: 1730 m

Höhenunterschied: 170 m

Kurssetzer (1. Lauf): T. Wagner (USA), 56 Tore

Kurssetzer (2. Lauf): Ante Kostelić (CRO), 69 Tore
Am Start waren 84 Läuferinnen, 31 von ihnen erreichten das Ziel.
Ausgeschieden u. a.: Brigitte Acton (CAN), Monika Bergmann (GER), Chiara Costazza (ITA), Martina Ertl (GER), Annemarie Gerg (GER), Elisabeth Görgl (AUT), Nicole Hosp (AUT), Kristina Koznick (USA), Tina Maze (SLO), Sonja Nef (SUI), Marlies Oester (SUI), Anna Ottosson (SWE), Anja Pärson (SWE), Laure Pequegnot (FRA), María José Rienda (ESP), Marlies Schild (AUT), Veronika Zuzulová (SLK)

### Kombination
| Platz | Land | Sportler             | Zeit A        | Zeit S        | Gesamt      |
| ----- | ---- | -------------------- | ------------- | ------------- | ----------- |
| 1     | CRO  | Janica Kostelić      | 1:31,31 (1.)  | 1:22,39 (1.)  | 2:53,70 min |
| 2     | SWE  | Anja Pärson          | 1:31,97 (2.)  | 1:23,18 (3.)  | 2:55,15 min |
| 3     | AUT  | Marlies Schild       | 1:33,62 (14.) | 1:22,78 (2.)  | 2:56,40 min |
| 4     | USA  | Lindsey Kildow       | 1:32,01 (3.)  | 1:24,59 (7.)  | 2:56,60 min |
| 5     | CZE  | Šárka Záhrobská      | 1:33,53 (13.) | 1:23,36 (4.)  | 2:56,89 min |
| 6     | AUT  | Kathrin Zettel       | 1:33,74 (15.) | 1:23,70 (5.)  | 2:57,44 min |
| 7     | GER  | Martina Ertl         | 1:33,44 (11.) | 1:24,04 (6.)  | 2:57,48 min |
| 8     | AUT  | Elisabeth Görgl      | 1:32,50 (6.)  | 1:25,03 (10.) | 2:57,53 min |
| -     | -    | -                    | -             | -             | -           |
| 14    | SUI  | Marlies Oester       | 1:34,03 (16.) | 1:25,58 (12.) | 2:59,61 min |
| 15    | GER  | Monika Bergmann      | 1:34,71 (17.) | 1:25,04 (11.) | 2:59,76 min |
| 18    | SUI  | Fränzi Aufdenblatten | 1:33,47 (12.) | 1:30,89 (18.) | 3:04,36 min |

Datum: 4. Februar, 11:45 (Abfahrt)
15:30 Uhr / 18:00 Uhr (Slalom)
Titelverteidigerin: Janica Kostelić
Abfahrtsstrecke: „Deborah Compagnoni“, Santa Caterina

Start: 2415 m, Ziel: 1745 m

Länge: 2606 m, Höhenunterschied: 670 m

Kurssetzer: J. Tischhauser, 38 Tore
Slalomstrecke: „Deborah Compagnoni“, Santa Caterina

Start: 1890 m, Ziel: 1730 m

Höhenunterschied: 160 m

Kurssetzer (1. Lauf): B. Brunner (AUT), 47 Tore

Kurssetzer (2. Lauf): A. Pülacher (SUI), 52 Tore
Am Start waren 28 Läuferinnen, 21 klassierten sich.
Ausgeschieden u. a.: Renate Götschl (AUT), Isolde Kostner (ITA)

## Team-Wettbewerb
Datum: 13. Februar, 09:30 Uhr (Super-G), 13:00 Uhr (Slalom)
Super-G-Strecke: „Stelvio“, Bormio

Start: 1696 m, Ziel: 1268 m

Länge: 1536 m, Höhendifferenz: 428 m

Kurssetzer: A. Fürbeck (GER), 27 Tore
Slalom-Strecke: „Stelvio“, Bormio

Start: 1435 m, Ziel: 1251 m

Höhendifferenz: 184 m

Kurssetzer: M. Morin (USA), 52 Tore
| Platz | Land | SG1                    | SG2              | SG3                | SG4                  | SL1               | SL2                 | SL3                    | SL4                  | Punkte |
| ----- | ---- | ---------------------- | ---------------- | ------------------ | -------------------- | ----------------- | ------------------- | ---------------------- | -------------------- | ------ |
| 1     | GER  | 2 Hilde Gerg           | 2 Florian Eckert | 1 Martina Ertl     | 7 Andreas Ertl       | 3 Martina Ertl    | 1 Felix Neureuther  | 1 Monika Bergmann      | 9 Andreas Ertl       | 26     |
| 2     | AUT  | 5 Renate Götschl       | 3 Benjamin Raich | 2 Kathrin Zettel   | 2 Michael Walchhofer | 9 Nicole Hosp     | 5 Benjamin Raich    | 2 Kathrin Zettel       | 1 Rainer Schönfelder | 29     |
| 3     | FRA  | 3 Carole Montillet     | 9 kein Start     | 3 Ingrid Jacquemod | 5 Jean-Pierre Vidal  | 7 Laure Pequegnot | 2 Pierrick Bourgeat | 4 Christel Pascal      | 5 Jean-Pierre Vidal  | 38     |
| 4     | USA  | 9 Julia Mancuso        | 1 Bode Miller    | 9 Lindsey Kildow   | 1 Daron Rahlves      | 2 Sarah Schleper  | 9 Bode Miller       | 5 Julia Mancuso        | 3 Ted Ligety         | 39     |
| 5     | CAN  | 3 Emily Brydon         | 4 Erik Guay      | 6 Brigitte Acton   | 3 François Bourque   | 3 Emily Brydon    | 9 Patrick Biggs     | 6 Brigitte Acton       | 8 Thomas Grandi      | 42     |
| 6     | SUI  | 9 Fränzi Aufdenblatten | 5 Didier Défago  | 4 Nadia Styger     | 6 Daniel Albrecht    | 1 Sonja Nef       | 6 Silvan Zurbriggen | 9 Fränzi Aufdenblatten | 6 Daniel Albrecht    | 46     |
| 7     | SWE  | 9 Anja Pärson          | 8 Patrik Järbyn  | 9 Janette Hargin   | 9 kein Start         | 5 Janette Hargin  | 3 André Myhrer      | 3 Therese Borssén      | 2 Markus Larsson     | 48     |
| 8     | ITA  | 1 Nadia Fanchini       | 6 Peter Fill     | 9 Karen Putzer     | 8 Manfred Mölgg      | 9 Chiara Costazza | 4 Giorgio Rocca     | 9 Karen Putzer         | 4 Manfred Mölgg      | 50     |
| 9     | SLO  | 9 Tina Maze            | 7 Aleš Gorza     | 5 Urška Rabič      | 4 Andrej Šporn       | 6 Tina Maze       | 7 Jure Košir        | 9 Urška Rabič          | 7 Mitja Dragšič      | 54     |

## Medaillenspiegel
| Platz | Land               | Gold | Silber | Bronze | Gesamt |
| ----- | ------------------ | ---- | ------ | ------ | ------ |
| 1     | Österreich         | 3    | 4      | 4      | 11     |
| 2     | Kroatien           | 3    | –      | –      | 3      |
| 3     | Vereinigte Staaten | 2    | 1      | 3      | 6      |
| 4     | Schweden           | 2    | 1      | –      | 3      |
| 5     | Deutschland        | 1    | –      | –      | 1      |
| 6     | Italien            | –    | 2      | 2      | 4      |
| 7     | Finnland           | –    | 2      | –      | 2      |
| 8     | Norwegen           | –    | 1      | –      | 1      |
| 9     | Tschechien         | –    | –      | 1      | 1      |
|       | Frankreich         | –    | –      | 1      | 1      |